# شون تشارلز أوكيف
شون تشارلز أوكيف (بالإنجليزية: Sean O'Keefe)‏ (ولد في 27 يناير 1956) هو الرئيس السابق لمجموعة ايرباص والأمين العام السابق للقوات البحرية والمدير السابق لوكالة ناسا والمستشار لجامعة ولاية لويزيانا وهو عضو سابق في مجلس إدارة دو بونت.

## روابط خارجية
- شون تشارلز أوكيف على موقع مونزينجر (الألمانية)
- شون تشارلز أوكيف على موقع إن إن دي بي (الإنجليزية)